# Rolando (football, 1944)
Pour les articles homonymes, voir Rolando.
Rolando, de son nom complet José Rolando Andrade Gonçalves, est un footballeur portugais né le 11 juin 1944 à Porto et mort le 4 février 2022. Il évoluait au poste de défenseur central.

## Biographie

### En club
Rolando évolue principalement au FC Porto pendant 12 saisons,.
Il dispute un total de 247 matchs en première division portugaise, avec cinq buts marqués,.
Avec le club portista, il remporte la Coupe du Portugal en 1968.
Au sein des compétitions continentales européennes, il dispute 24 matchs en Coupe des villes de foires / Coupe de l'UEFA (un but), et sept en Coupe des coupes.

### En équipe nationale
International portugais, il reçoit huit sélections en équipe du Portugal entre 1968 et 1972, pour aucun but marqué,.
Il joue son premier match en équipe nationale le 11 décembre 1968 dans le cadre des qualifications pour la Coupe du monde 1970 contre la Grèce (défaite 2-4 au Pirée). 
Son dernier match a lieu le 29 mars 1972 contre Chypre pour les qualifications pour la Coupe du monde 1974 (victoire 4-0 à Lisbonne).

## Palmarès
Avec le FC Porto :
- Vice-champion du Portugal en 1964, 1965, 1969 et 1975
- Vainqueur de la Coupe du Portugal en 1968
- Finaliste de la Coupe du Portugal en 1964